# Elisabetta (madre del Battista)
Elisabetta è un personaggio del Vangelo secondo Luca, madre di Giovanni Battista e parente di Maria (Luca 1,36). La Chiesa cattolica la considera santa e ne celebra la memoria il 23 settembre assieme al marito san Zaccaria.
Elisabetta è scritto anche come Elisheba (dall'aramaico אֱלִישֶׁבַע / אֱלִישָׁבַע, "colei che giura per Dio"; in ebraico Elišévaʿ Elišávaʿ, in greco  Ἐλισάβετ (Elisavet), in ebraico tiberiense ʾĔlîšéḇaʿ ʾĔlîšāḇaʿ; arabo أليصاباتAlyassabat).

## Descrizione
Secondo il Vangelo di Luca, Elisabetta era moglie di Zaccaria, membro della classe sacerdotale ebraica, ed era parente di Maria. Tuttavia, il grado esatto di parentela non è specificato nei Vangeli. Nella tradizione cristiana più tarda è definita sua cugina, figlia di Ismeria, figlia a sua volta di Emerenzia nonché sorella di sant'Anna. 
I due coniugi erano ormai in età avanzata quando Zaccaria, durante un suo turno di servizio nel Tempio di Gerusalemme, ebbe la visione dell'arcangelo Gabriele il quale gli annunciò la prossima nascita di un figlio (fino a quel momento non ne avevano avuti). Poiché Zaccaria non gli credette, per convincerlo Gabriele lo fece diventare muto fino a che il suo annuncio non si fosse adempiuto. Zaccaria riacquistò la parola dopo che la moglie partorì e, durante il rito della circoncisione, al bambino fu imposto il nome di Giovanni, come l'angelo aveva ordinato.
Al sesto mese di gravidanza, Elisabetta ricevette la visita di Maria, che nel corso dell'Annunciazione era stata avvertita che la cugina era incinta. All'udire il saluto di Maria, Elisabetta «fu ricolma di Spirito Santo», il bambino le sussultò in grembo, e riconobbe Maria come la madre del Salvatore salutandola con le famose parole «benedetta fra le donne» e «madre del mio Signore». Maria rispose intonando l'inno del Magnificat. Questo episodio è ricordato nella dottrina cristiana come la Visitazione (dal latino Visitatio).
Secondo la tradizione, il villaggio in cui vivevano Zaccaria ed Elisabetta (che il Vangelo non nomina, indicando solo che si trovava sulle montagne della Giudea) era l'attuale Ain Karem, anticamente Ebron, ad alcuni chilometri da Gerusalemme. Qui sorgono una chiesa dedicata a san Giovanni Battista e una dedicata alla Visitazione.

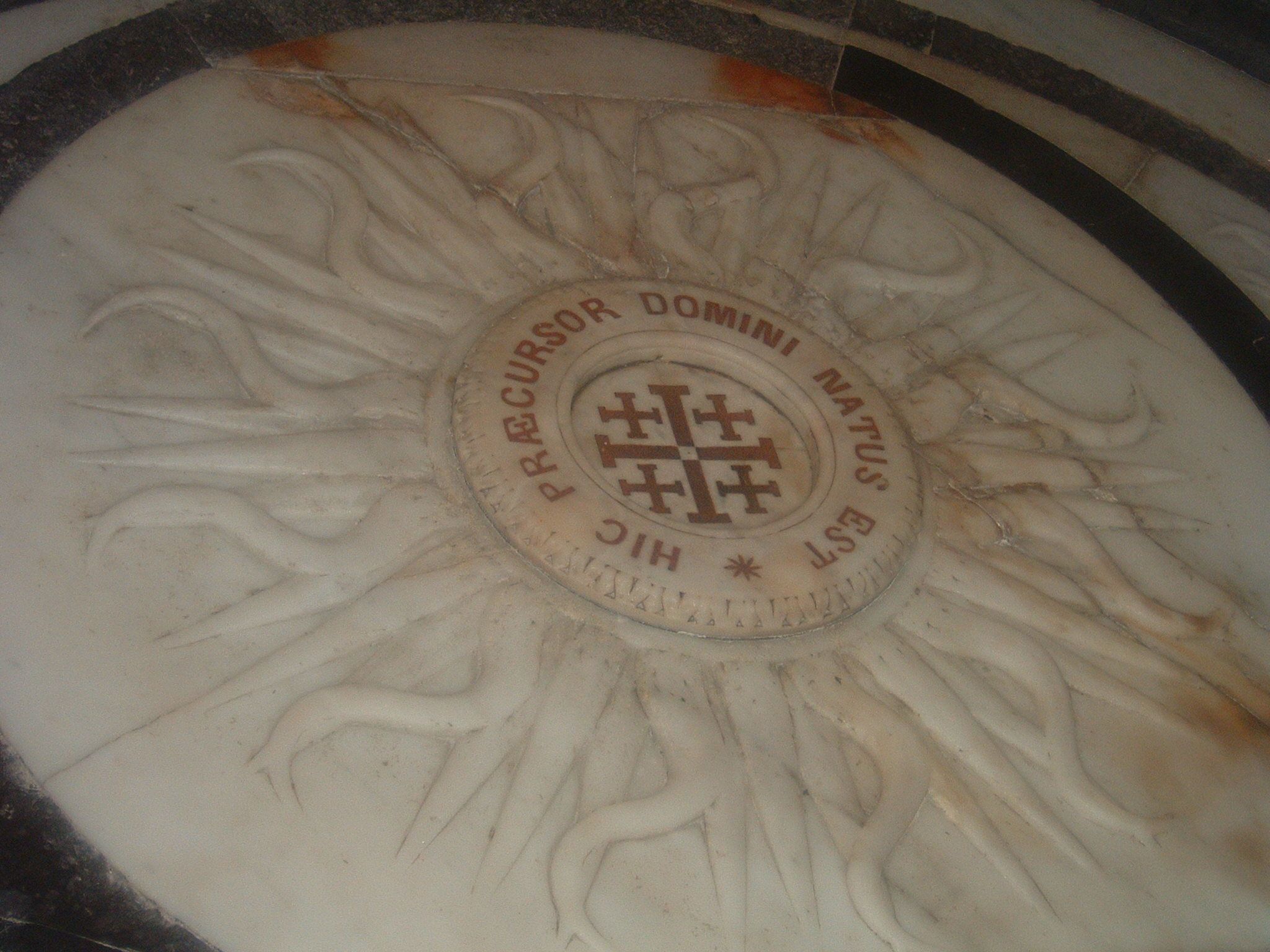
Luogo dove secondo la tradizione nacque San Giovanni Battista, chiesa di san Giovanni Battista ad Ain Karem
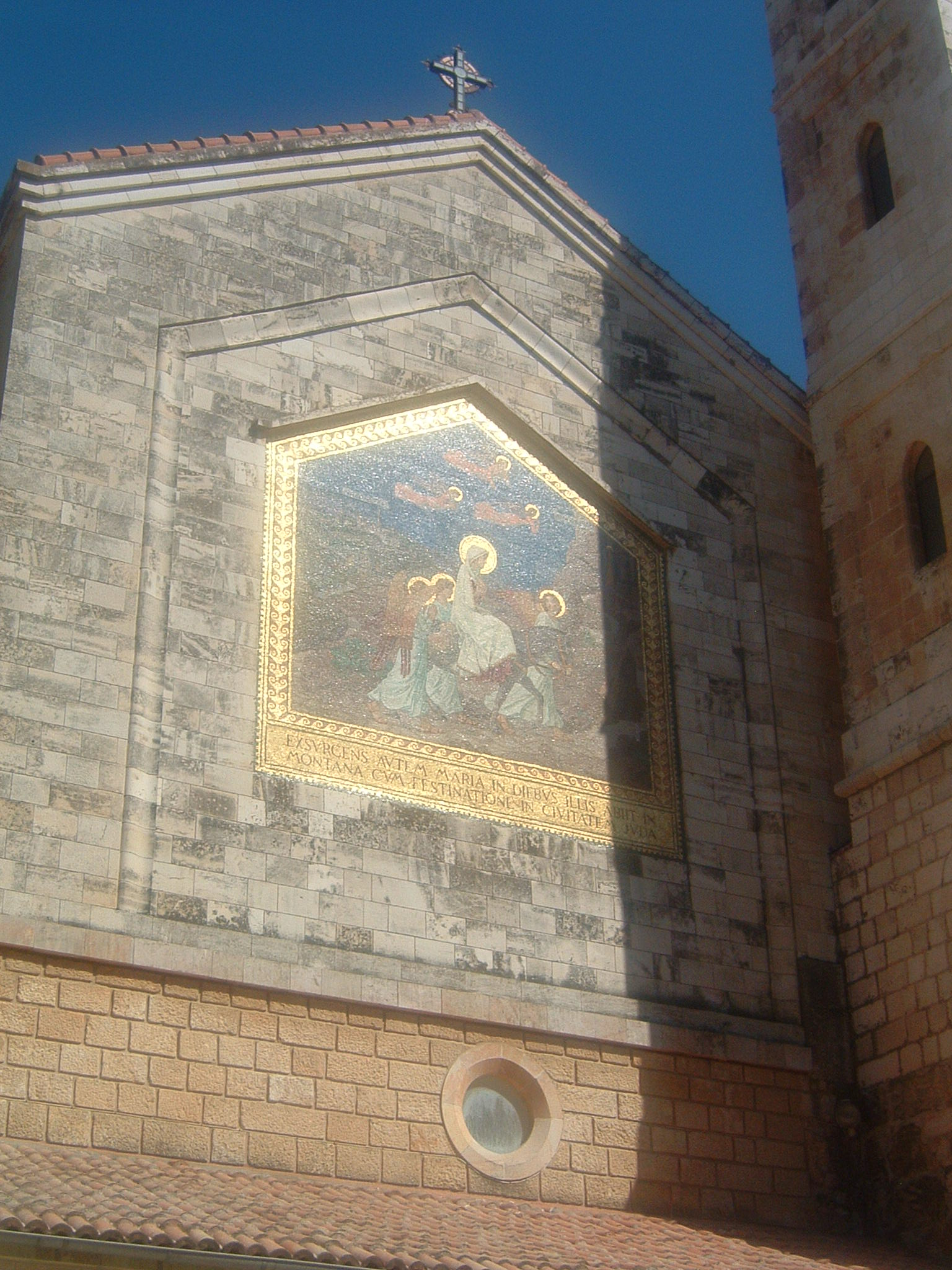
Facciata della chiesa della Visitazione, sorta nel luogo dove secondo la tradizione abitava Santa Elisabetta ad Ain Karem
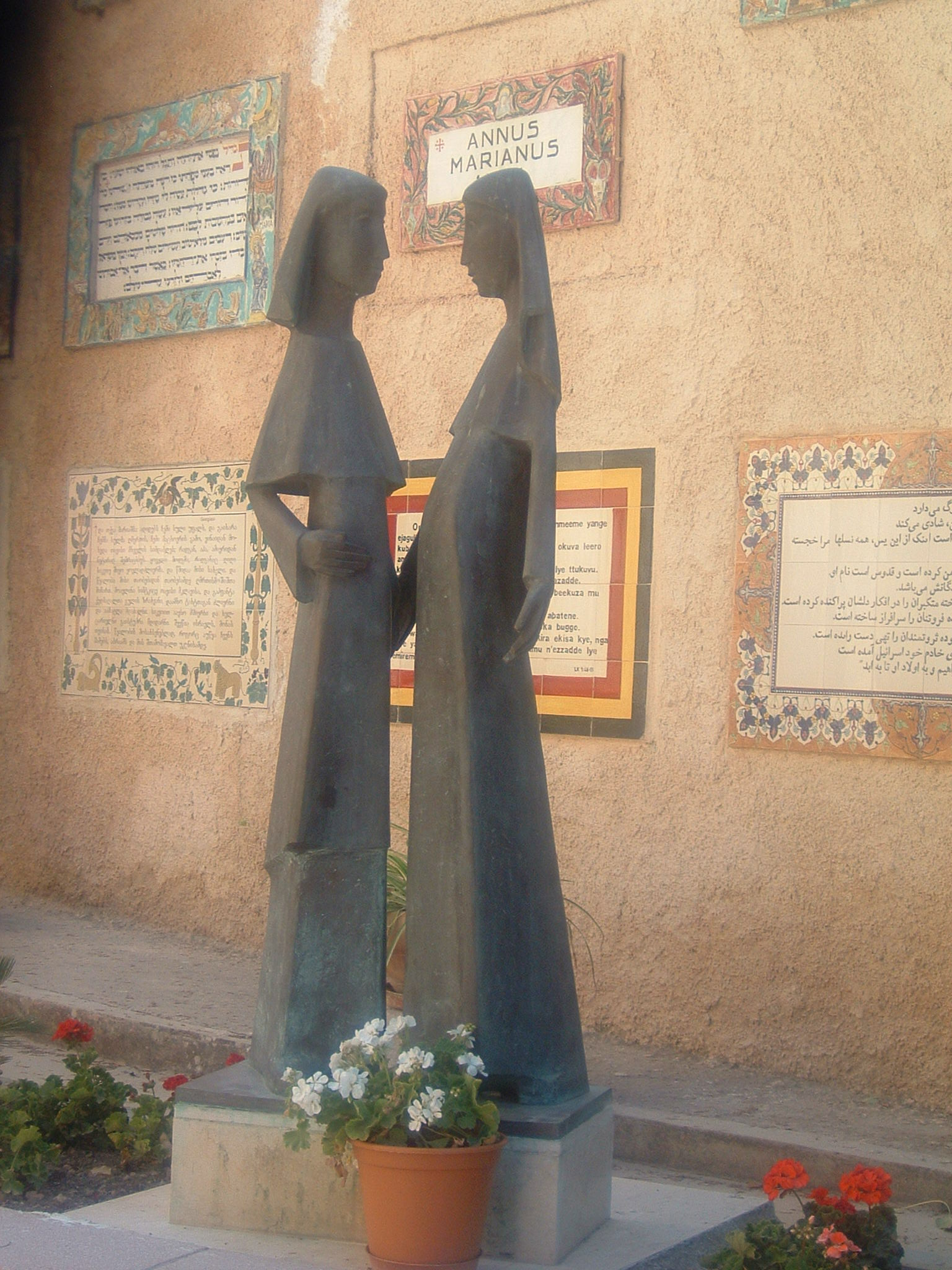
Statua che rappresenta l'incontro di Maria ed Elisabetta, Ain Karem, chiesa della Visitazione

### Ricorrenza
Elisabetta non fu mai dichiarata santa con un processo di canonizzazione. La sua data di commemorazione varia a seconda della confessione religiosa:
- Chiesa cattolica: 23 settembre, congiuntamente al marito san Zaccaria[1][2] (5 novembre per i gerolamini e il Sovrano militare ordine di Malta[2])
- Chiesa ortodossa: 5 settembre[2][3] e il 24 giugno
- Chiesa armena: 9 aprile[2]
- Chiesa copta: 10 febbraio[2]
- Chiesa greco-ortodossa: 8 settembre[4].

## Nell'Islam
Zaccaria e Elisabetta sono oggetto di culto nella religione islamica. Il Corano menziona più volte il nome di Zaccaria, mai quello di Elisabetta, accettato dalla tradizione che si rifà in questo aspetto ai Vangeli.
Il Corano menziona:

- le preghiere di Zaccaria per un figlio (3:33; 19:2-6; 21:89)
- la nascita di un profeta, Giovanni (3:34; 19:12)
- la famiglia di umili servi di Dio (21:90).